# Huck Seed
Huckleberry „Huck“ Seed (* 15. Januar 1969 in Santa Clara, Kalifornien) ist ein professioneller US-amerikanischer Pokerspieler.
Seed hat sich mit Poker bei Live-Turnieren mehr als 7,5 Millionen US-Dollar erspielt. Er gewann 1996 die Poker-Weltmeisterschaft und ist insgesamt vierfacher Braceletgewinner der World Series of Poker. Der Amerikaner wurde 2019 als einer der 50 besten Spieler der Pokergeschichte genannt und 2020 in die Poker Hall of Fame aufgenommen.

## Persönliches
Seed studierte Elektrotechnik am California Institute of Technology und spielte am College Basketball. Im Jahr 1989 nahm er eine lange Auszeit, um Poker zu spielen, und kehrte nicht mehr an sein College zurück.

## Pokerkarriere

### Werdegang
Seed gewann 1996 das Hauptturnier der World Series of Poker (WSOP) in Las Vegas und damit den ersten Preis von einer Million US-Dollar sowie ein Bracelet. Er schaffte es 1999 nochmals an den WSOP-Finaltisch und erreichte dort den sechsten Platz, nachdem er vom späteren Sieger Noel Furlong bezwungen worden war. Insgesamt gewann Seed vier Bracelets bei der WSOP. Bei der WSOP 2010 belegte er den ersten Platz im prestigeträchtigen Tournament of Champions und erhielt hierfür einen Gewinn von 500.000 US-Dollar. Seine bis dato letzte Geldplatzierung bei einem Live-Turnier erzielte der Amerikaner bei der WSOP 2016.
Im Rahmen der 50. Austragung dieser Turnierserie wurde Seed im Juni 2019 als einer der 50 besten Spieler der Pokergeschichte genannt. Zum Jahresende 2020 wurde er in die Poker Hall of Fame aufgenommen. Oftmals wird Seed als einschüchternd betrachtet, da er 2,01 Meter groß ist und selten am Tisch redet.

### Braceletübersicht
Seed kam bei der WSOP 54-mal ins Geld und gewann vier Bracelets:
| Jahr | Buy-in (in $) | Turnier                     | Teilnehmer | Preisgeld (in $) |
| ---- | ------------- | --------------------------- | ---------- | ---------------- |
| 1994 | 02.500        | Pot Limit Omaha             | 167        | 0.167.000        |
| 1996 | 10.000        | No Limit Hold’em Main Event | 295        | 1.000.000        |
| 2000 | 01.500        | Razz                        | 129        | 0.077.400        |
| 2003 | 05.000        | Razz                        | 030        | 0.071.500        |